# Tiêu chuẩn đen
Biểu ngữ đen hoặc Tiêu chuẩn đen (tiếng Ả Rập: الراية السوداء ar-rāyat as-sawdāʾ, hay còn gọi là الراية العقاب al-rāyat al-ʻuqāb biểu ngữ của đại bàng "hoặc đơn giản là biểu ngữ của Đại bàng") là một trong những lá cờ được Muhammad treo trong truyền thống Hồi giáo. Nó được sử dụng trong lịch sử bởi Abu Muslim trong cuộc nổi dậy của ông dẫn đến cuộc Cách mạng Abbasid năm 747 và do đó đặc biệt gắn liền với Abbasid Caliphate. Nó cũng là một biểu tượng trong cánh chung Hồi giáo (báo hiệu sự ra đời của Mahdi).
Biểu ngữ đen đã được sử dụng trong chủ nghĩa Hồi giáo và thánh chiến đương thời từ cuối những năm 1990. Một biến thể thường được sử dụng làm cờ của Nhà nước Hồi giáo Iraq và Levant.

## Shahada IG
Shahada (cờ) IG là một tấm vải đen với dòng chữ "Không có Thiên Chúa nào ngoài Allah" ở trên và con dấu của Mohammed bên dưới.
| với thứ tự từ thông thường Shahada | với thứ tự từ thông thường Shahada | Các từ theo thứ tự được sử dụng trên cờ | Các từ theo thứ tự được sử dụng trên cờ | Cờ IG |
| ---------------------------------- | ---------------------------------- | --------------------------------------- | --------------------------------------- | ----- |
| لا إله إلا الله                    | lā ʾilāha ʾillā-llāh               | لا إله إلا الله                         | lā ʾilāha ʾillā-llāh                    |       |
| محمد رسول الله                     | muḥammadur rasūlu -llāh            | الله رسول محمد                          | -llāh rasūlu muḥammadur                 |       |